# Richtungskoeffizient
Der Richtungskoeffizient (Riko) ist ein Begriff aus dem DDR-Außenhandel. Er wurde im internationalen Handel benutzt, um Preise bei Geschäften mit konvertierbarer Währung in die Binnenwährung DDR-Mark umzurechnen. Faktisch hatte der Richtungskoeffizient die Funktion eines Devisenkurses zur D-Mark, da der offizielle Kurs der DDR-Mark zur D-Mark 1:1 betrug.
Es galt die Formel Valutapreis x Rechnungskurs (Kurs der D-Mark zu anderen Währungen, z. B. zum Österreichischen Schilling) x Richtungskoeffizient = Preis in DDR-Mark.
Der Richtungskoeffizient unterschied sich nach Währungsgebieten. Er wurde in unregelmäßigen Abständen angepasst, wobei er in der Regel erhöht wurde (faktische Abwertung der DDR-Mark). Für die BRD lag der Richtungskoeffizient 1989 z. B. bei 4,4, d. h., ein Erlös von einer D-Mark (offizieller Rechnungskurs in der DDR 1:1) wurde folgendermaßen bewertet:
1 DM = 1 Valutamark = (×4,4) 4,40 DDR-Mark.
```
Beispiel: ein Bügeleisen
Herstellungspreis 30 DDR-Mark → Verkaufspreis in der DDR 60 DDR-Mark → Erlös 30 DDR-Mark
Verkaufspreis an Neckermann (BRD) 15 D-Mark → 15×4,4= 66 DDR-Mark
Unter Berücksichtigung des Richtungskoeffizienten erzielt ein Bügeleisen, das bei einem Verkauf in der DDR 30 Mark Gewinn bringen würde, bei einem Verkauf in das 
nichtsozialistische Wirtschaftsgebiet
 trotz eines Verkaufspreises von nur 15 D-Mark in der Ergebnisrechnung des DDR-Betriebes einen Gewinn von 36 DDR-Mark.
```

Die Kehrseite war, dass bei Importen die DDR-Betriebe mit dem 4,4-fachen des DM-Preises belastet wurden. Da bei der Einführung der D-Mark in der DDR die Schulden 1:2 umgerechnet wurden, führte das dazu, dass ausgerechnet die technisch modernsten Betriebe vor den Sonderposten nach dem D-Mark-Bilanzgesetz eine hohe Überschuldung aufwiesen.
```
Beispiel: Ein DDR-Betrieb kauft im 1. Halbjahr 1990 für 1 Mio. DM eine Maschine aus der BRD. Der Kauf wird vollständig von der 
Staatsbank
 kreditiert.
Bilanzausweis nach DDR-Recht: Grundmittel 4,4 Mio. DDR-Mark und Verbindlichkeiten 4,4 Mio. DDR-Mark
Nach dem D-Mark-Bilanzgesetz wird die Maschine nach bundesdeutschen Maßstäben, also mit 1 Mio. DM (zwischenzeitliche Abschreibungen vernachlässigt) bewertet.
Die Verbindlichkeiten werden halbiert und betragen somit 2,2 Mio. DM. Damit beträgt die Überschuldung des an sich technisch modernen Betriebes über 50 % der Bilanzsumme.
```

Der Richtungskoeffizient sollte zum einen die Betriebe zum Export und zum anderen zum sparsamen Einsatz von Importen anregen. Existenz und Höhe des Richtungskoeffizienten waren öffentlich nicht bekannt.